# كواو أنساه
كواو أنساه (من مواليد سنة 1941، في منطقة أغونا، غانا) (بالإنجليزية: Kwaw Ansah)‏ هو مخرج ومنتج وكاتب من غانا. حازت أفلامه على العديد من الجوائز في المهرجانات السينمائية الدولية.

## سيرة شخصية
كواه أنساه هو جزء من عائلة من الفنانين، يعمل العديد منهم أيضًا في السينما. أحد إخوته، تومي إبو أنساه، ممثل، وكذلك أحد أبناء أخيه جوي أنساه.

## أعماله
- 1980: "Love Brewed in the African Pot" (فيلم روائي - إخراج، سيناريو)
- 1988: "Heritage Africa" (فيلم روائي طويل - إخراج، سيناريو، إنتاج)
- Crossroads of the People، Crossroads of Trade (وثائقي - إنتاج)
- 1992: "Harvest at 17" (فيلم روائي - إنتاج)

## روابط خارجية
- كواو أنساه على موقع IMDb (الإنجليزية)
- كواو أنساه على موقع ألو سيني (الفرنسية)
- كواو أنساه على موقع قاعدة بيانات الفيلم (الإنجليزية)
- كواو أنساه على موقع كينوبويسك (الروسية)